# En förläggares mardröm
En förläggares mardröm (engelska: Stark Raving Mad) är en amerikansk sitcom som sändes från 23 september 1999 till 13 juli 2000. Showen lades ner efter endast 22 avsnitt. Den sändes även i Sverige under en säsong.
Stark Raving Mad handlar om en skräck-romanförfattare vid namn Ian Stark, som spelas av Tony Shalhoub, och hans nye assistent, den något paranoida Henry McNeeley. Henry spelas av Neil Patrick Harris, även känd för sitcomen How I Met Your Mother. 
Serien vann en People's Choice Awards för bästa nya komedi år 2000.